# Karen Chacek
Karen Chacek (México, 1972) é uma escritora mexicana. Tem publicado mais de uma dezena de livros para meninos no México e nos Estados Unidos, contos para jovens e adultos em diferentes antologias nacionais e estrangeiras e duas novelas para adultos. Com frequência refere-se à literatura como um meio de resistência contra os sistemas sócio-políticos, e em sua obra concilia temas sociais que lhe inquietam com a sua imaginação fantástica.

## Obras

### Livros para crianças e jovens
- Una mascota inesperada. México: Castillo, 2007
- Nina Complot. México: Almadía, 2009 (novela, ilustrada por Abraham Balcázar).
- La cosa horrible. México: Colofón, 2011
- Uno de esos días. México: SM, 2012
- El Reino Aviar: Cuentos Emplumados / Avian Kingdom: Feathered Tales. Houston: Wing Whackers, TechStudios, 2013-2014 (serie de novelas publicadas em inglês e espanhol).
- Esa visita. México: Libros Pollo Blanco, 2014
- Los Elegantes, la Niña y el huevo de chocolate. México: Castillo, 2016
- Los Elegantes, la Niña y los juguetes perdidos. México: Castillo, 2016
- ¡Yupiyupiya! México: Norma, 2016

### Livros para adultos
- La caída de los pájaros. México: Alfaguara, 2014 (novela).
- Caer es una forma de volar. México: Alfaguara, 2016 (novela).

### Aparecimentos em antologias
- Absurda es la materia. Crónicas del caos citadino. México: UNAM, 2010.
- Los viajeros. 25 años de Ciencia Ficción mexicana. México: SM, 2010.
- Three Messages and a Warning: Contemporary Mexican Short Stories of the Fantastic. Easthampton: Small Beer Press, 2011.
- El Abismo. Asomos al terror hecho en México. México: SM, 2011.
- Léeme, libro de lecturas. México: Ediciones Castillo, 2012.
- Bella y brutal urbe. México: Resistencia, 2013.
- Lados B. México: Nitro Press, 2013.
- “Mexican Speculative Fiction”, dossier de narrativa fantástica mexicana en el portal Palabras Errantes. Cambridge: Cambridge University, 2013.
- Festín de muertos. Cuentos mexicanos de zombis. México: Océano, 2015.
- Emergencias. Cuentos mexicanos de jóvenes talentos. México: Lectorum, 2015.
- Sombras. Cuentos de extraña imaginación. México: Castillo, 2015.

### Outras
- Prólogo para o livro Narrativa Completa de Dorothy Parker. México: Debolsillo, 2015.